# Río Cañas Abajo (Mayagüez)
Río Cañas Abajo es un barrio ubicado en el municipio de Mayagüez en el estado libre asociado de Puerto Rico. En el Censo de 2010 tenía una población de 2459 habitantes y una densidad poblacional de 266,24 personas por km².

## Geografía
Río Cañas Abajo se encuentra ubicado en las coordenadas 18°13′48″N 67°6′36″O / 18.23000, -67.11000. Según la Oficina del Censo de los Estados Unidos, Río Cañas Abajo tiene una superficie total de 9.24 km², que corresponden a tierra firme.

## Demografía
Según el censo de 2010, había 2459 personas residiendo en Río Cañas Abajo. La densidad de población era de 266,24 hab./km². De los 2459 habitantes, Río Cañas Abajo estaba compuesto por el 84.34% blancos, el 3.94% eran afroamericanos, el 0.94% eran amerindios, el 0.04% eran asiáticos, el 7.52% eran de otras razas y el 3.21% pertenecían a dos o más razas. Del total de la población el 97.32% eran hispanos o latinos de cualquier raza.

## Juan Rius Rivera
Río Cañas Abajo es reconocido por ser donde nació Juan Rius Rivera el revolucionario y general en el ejército cubano de liberación.